# Paleogen
Paleogen (z gr. παλαιός 'stary' i γένος 'ród') – najstarszy okres ery kenozoicznej, trwający od 66,0 mln do 23,03 mln lat temu. Dzieli się na następujące epoki/oddziały:
- paleocen od 66,0 do 56,0 mln lat temu,
- eocen od 56,0 do 33,9 mln lat temu,
- oligocen od 33,9 do 23,03 mln lat temu.

W paleogenie życie odradzało się po wielkim wymieraniu kończącym kredę. Z fauny zniknęły m.in. nieptasie dinozaury, pterozaury i gady morskie, a także pospolite morskie głowonogi, belemnity i amonity (nieliczni przedstawiciele amonitów wymarli dopiero na początku paleocenu). W okresie tym znacznie rozwinęły się i zróżnicowały ssaki, uzyskując dominującą pozycję wśród fauny lądowej, oraz ptaki.

## Dawny podział
Współczesny podział ery kenozoicznej został dokonany przez Międzynarodową Unię Nauk Geologicznych w 2004 r. (z późniejszymi poprawkami). W dawniejszej periodyzacji był to okres tzw. starszego trzeciorzędu, trwający od 65 do 24 mln lat temu; w nowym podziale pojęcie trzeciorzędu zostało zniesione.